# Good Girl Gone Bad Live
Good Girl Gone Bad Live é o primeiro álbum de vídeo da cantora Rihanna, filmado em Manchester, durante a The Good Girl Gone Bad Tour, a 6 de Dezembro de 2007.
Foi nomeado para os 51st Grammy Awards na categoria de "Best Long Form Music Video".

## Concepção, gravação e lançamento
Para tornar numa edição especial o relançamento, foi lançado juntamente ao álbum de estúdio, o seu primeiro álbum de vídeo, Good Girl Gone Bad Live. O concerto em Manchester Evening News Arena em Manchester, Inglaterra, a 6 de Dezembro de 2007, foi gravado e convertido em DVD e em Blu-ray, incluindo também um documentário que acompanhou o percurso de Rihanna e da sua banda durante as viagens da digressão. O canal britânico Channel 4, no dia de Natal, transmitiu esse mesmo documentário. Foi lançado a 17 de Junho junto com o Reloaded e, na primeira semana, no Brasil vendeu mais de 20.000 cópias e 15.000 nos Estados Unidos, e não só, o álbum de vídeo conseguiu também entrar em grandes tabelas, como a Billboard, como também teve resultados positivos, acabou por ser certificado como ouro. Foi ainda nomeado para a cerimónia 51º Grammy Awards na categoria de "Best Long Form Music Video". Em todo o mundo, até agora, o álbum de vídeo vendeu mais de cem mil cópias.

## Alinhamento de faixas
| N.º            | Título                                            | Duração |  |
| 1.             | "Introdução"                                      | 1:32    |  |
| 2.             | "Pon de Replay"                                   | 2:18    |  |
| 3.             | "Break It Off"                                    | 2:36    |  |
| 4.             | "Let Me"                                          | 3:58    |  |
| 5.             | "Rehab"                                           | 4:45    |  |
| 6.             | "Breakin' Dishes"                                 | 5:15    |  |
| 7.             | "Is This Love" (Versão alternativa de Bob Marley) | 3:09    |  |
| 8.             | "Kisses Don't Lie"                                | 3:09    |  |
| 9.             | "Scratch"                                         | 3:13    |  |
| 10.            | "SOS"                                             | 2:16    |  |
| 11.            | "Good Girl Gone Bad"                              | 3:40    |  |
| 12.            | "Hate That I Love You"                            | 4:53    |  |
| 13.            | "Unfaithful"                                      | 3:41    |  |
| 14.            | "Sell Me Candy"                                   | 5:25    |  |
| 15.            | "DJ Kevmo/Don't Stop The Music"                   | 4:01    |  |
| 16.            | "Push Up On Me"                                   | 4:05    |  |
| 17.            | "Shut Up And Drive"                               | 3:06    |  |
| 18.            | "Question Existing"                               | 5:04    |  |
| 19.            | "Umbrella"                                        | 4:52    |  |
| Duração total: | Duração total:                                    | 64:69   |  |

| Recursos bónus |                                                                     |         |  |
| N.º            | Título                                                              | Duração |  |
| 1.             | "Documentário"                                                      |         |  |
| 2.             | "Vídeo oculto" (Versão alternativa de "Umbrella" feita pela banda.) |         |  |

## Documentário
Inclui um documentário em que Rihanna explica como lida com a sua carreira e com os seus fãs. Também nesse mesmo documentário é possível acompanhar a relação da cantora com a sua banda musical.

## Histórico de lançamento
| País                           | Data                  | Formato |
| ------------------------------ | --------------------- | ------- |
| Reino Unido                    | 16 de Junho de 2008   | DVD     |
| Europa, Alemanha, Japão e Ásia | 17 de Junho de 2008   | DVD     |
| Brasil                         | 24 de Junho de 2008   | DVD     |
| Estados Unidos                 | 4 de Novembro de 2008 | DVD     |
| Estados Unidos                 | 27 de Outubro de 2009 | Blu-ray |

## Desempenho nas tabelas musicais

### Posições
| Tabela Musical (2008)                         | Melhor posição | Certificação     |
| --------------------------------------------- | -------------- | ---------------- |
| Brasil - Top 20 DVDs Musicais                 | 1              | Ouro (ABPD)      |
| Estados Unidos - Top Music Videos (Billboard) | 6              | Ouro (RIAA)      |
| Austrália - Australian Top 50 Music DVDs      | 6              | Platina (ARIA)   |
| Bélgica - Belgium Music-DVD chart             | 2              | 2× Platina (BEA) |
| Itália - Italian DVD chart                    | 2              |                  |